# Nippon Music Foundation
La Nippon Music Foundation ('"NMF'") es una organización bajo la supervisión de la División de la Promoción del Arte y la Cultura, Agencia para Asuntos Culturales, un organismo del ministerio de educación de Japón. Fundada el 3 de marzo de 1972, su objetivo es desarrollar redes internacionales de música y fomentar el interés público por la música. 

## Instrumentos
NMF tiene una de las mayores colecciones de instrumentos musicales antiguos realizados por el lutier Antonio Stradivari (1644-1737), a la que se unen dos instrumentos más de Giuseppe Guarneri (1698-1744).
Guarneri del Gesù
- 1736 Muntz, violín
- 1740 Ysaÿe, violín

Stradivarius
Violonchelos
- 1696 Aylesford
- 1730 Feuermann; De Munck; Gardiner
- 1736 Paganini; Ladenburg

Viola
- 1731 Paganini; Mendelssohn

Violines
- 1680 Paganini; Desaint
- 1702 Lord Newlands[2]
- 1706 Dragonetti
- 1708 Huggins[2]
- 1709 Engleman
- 1710 Duc de Camposelice
- 1714 Dolphin; Delfino
- 1715 Joachim-Aranyi
- 1716 Otto Booth
- 1717 Sasserno
- 1721 Lady Blunt[3][1]
- 1722 Jupiter; ex-Goding
- 1725 Wilhelmj
- 1727 Paganini; Comte Cozio di Salabue
- 1736 Muntz